# Лесная быль (фильм, 1926)
«Лесная быль» — советский немой художественный фильм, поставленный режиссёром Юрием Таричем по повести Михася Чарота «Свинопас».
Первый художественный фильм, снятый в Белорусской ССР.
К 40-летию выхода на экран фильма «Лесная быль» было приурочено открытие в 1966 году «Музея истории белорусского кино».
В 1938 году режиссёр снял своеобразное продолжение фильма, с тем же героем — большевиком Степаном, в этом фильме второплановым, но уже как главным персонажем — фильм «Одиннадцатое июля».

## Сюжет
1920 год. Во время советско-польской войны Беларусь оккупирована польскими войсками. В своё имение возвращается пан Драбский с дочерью Вандой, экономкой и ксёндзом Жабинским. Польский отряд под командованием полковника Ястржемского располагается в его имении.
В лесах возникают партизанские отряды. Патрулям приказано хватать всех подозрительных. Пастух Левон поручает своему сыну Гришке проводить большевика-подпольщика Степана к кузнецу Андрею. Панский объездчик Казюк сообщает об этом полякам, и Степана хватают. Гришка спешит предупредить партизан. Карательный отряд окружает лес. На обратном пути Гришка попадает в облаву. Он прячется в усадьбе лесника, отца своей подружки Гельки. Его находят и арестовывают всех троих, а затем и отца Гришки. Андрея предупреждает служанка из имения, и он уходит в лес. Партизаны отбивают Степана. Хорошенькую Гельку оставляют прислуживать в доме Драбского. Остальных освобождают. Гришка уходит в лес.
Польскому командующему докладывают, что партизанская борьба усиливается. Он приказывает расстреливать пойманных на месте. Партизанский штаб решает распространять прокламации для «крепкой связи с крестьянством». На деревенской вечеринке Гришка лихо отплясывает, не забывая о задании. По доносу Казюка поляки окружают деревню и хватают всех, у кого есть прокламации. Гришка убегает, а арестованных расстреливают. Гельке удаётся добыть карту расположения польских частей. Андрей отправляет её к находящимся уже неподалёку красным войскам.
За нежелание убирать панский хлеб арестовывают мужиков из каждой пятой хаты. Партизаны освобождают их и, переодевшись в польскую форму, неожиданно нападают на поляков. Ястржемский взят в плен. Драбский и его дочка Ванда в страхе бегут из имения вместе с ксендзом и экономкой.
На помощь полякам идёт отряд пехоты. Партизаны обороняются в деревне. Гришка посылает остальных дозорных с донесением, а сам бросает гранату. Раненного, конь выносит его из боя. Гришка попадает в руки Казюка, который везёт его в Минск, в дефензиву. Но Гришке удаётся развязать руки и бежать. У партизан кончаются патроны.
Появляются красные кавалеристы, а с ними Гелька. Поляки отступают по всей Беларуси. В Минске они устраивают погром. Но 11 июля в город уже входят разведчики красных. Среди них Гришка. В освобождённом Минске, в губернском военно-революционном комитете, где заседают его руководители Александр Червяков, Иосиф Адамович, Вильгельм Кнорин, на часах стоит Гришка. Здесь и встречаются они с Гелькой.

## В ролях

На съёмках фильма «Лесная быль». Съёмочная группа и актёры возле усадьбы Гуттен-Чапских, совхоз Прилуки, БССР.

| Актёр                | Роль                        |
| -------------------- | --------------------------- |
| Л. Данилов           | Гришка                      |
| Т. Котельникова      | Гелька                      |
| Александр Жуков      | Казюк панский объездчик     |
| Иван Клюквин         | кузнец Андрей               |
| Мстислав Котельников | Степан большевик-подпольщик |
| Владимир Корш-Саблин | адъютант                    |
| П. Рожицкий          | Жабинский ксёндз            |
| Н. Арменев           | пан Драбский                |
| Галина Кравченко     | Ванда                       |
| Степан Борисов       | польский вахмистр           |
| А. Закатов           | поручик                     |
| А. Отрадин           | пастух Левон отец Гришки    |
| К. Чебышева          | экономка                    |
| Александр Червяков   | руководитель ревкома        |
| Иосиф Адамович       | руководитель ревкома        |
| Вильгельм Кнорин     | руководитель ревкома        |
| Василий Макаров      | лесник                      |
| Иван Кедров          | в эпизодах                  |
| Валентин Свидерский  | в эпизодах                  |

## Съёмочная группа
- Режиссёр: Юрий Тарич
- Оператор: Давид Шлюглейт

## Производство
В 1920-е в Белоруссии большой популярностью пользовалась повесть Михася Чарота «Свинопас», поэтому когда встал вопрос о создании в республике первого художественного фильма, именно эта повесть легла в основу сценария. Авторами сценария выступили режиссёр Юрий Тарич и сам писатель Михась Чарот.
Основные съёмки проходили в деревне Прилуки во второй половине 1926 года.
В сценах уличных боёв в Минске в июле 1920 года были тщательно реконструированы военные действия.
Поскольку за шесть лет, прошедших со времени реальных событий, город мало изменился, декораторам фильма досточно было лишь сменить вывески на зданиях.
Руководителей ревкома сыграли реальные участники операции по освобождению Минска во главе Красной Армии — Александр Червяков, Иосиф Адамович и Вильгельм Кнорин.

## Прокат

Кинотеатр Культура, БССР, Минск, ул. Серпуховская

Премьера фильма состоялась 26 декабря 1926 года в Минске в кинотеатре «Культура». Вызвав повышенный интерес у публики, фильма демонстрировался по нескольку раз в день при полном аншлагах в кинотеатрах.

## Технические данные
- Чёрно-белый, немой
- 8 частей.